# 전북특별자치도임실교육지원청
전북특별자치도임실교육지원청(全北特別自治道任實敎育支援廳, Imsil Office of Education)은 전북특별자치도 임실군을 관할하는 전북특별자치도교육청 산하의 교육지원청이다.
교육장은 장학관으로 보한다.

## 교육 기관

### 초등학교
| - 갈담초등학교 - 관촌초등학교 - 대리초등학교 - 덕치초등학교 | - 마암초등학교 - 삼계초등학교 - 성수초등학교 - 신덕초등학교 | - 신평초등학교 - 오수초등학교 - 운암초등학교 - 임실기림초등학교 | - 임실초등학교 - 지사초등학교 - 청웅초등학교 |

### 중학교
| - 관촌중학교 - 삼계중학교 - 섬진중학교 | - 성수중학교 - 오수중학교 - 운암중학교 | - 임실동중학교 - 지사중학교 - 청웅중학교 |